# Gymnothorax polyspondylus
Gymnothorax polyspondylus és una espècie de peix de la família dels murènids i de l'ordre dels anguil·liformes.

## Morfologia
Les femelles poden assolir els 41,6 cm de longitud total.

## Distribució geogràfica
Es troba a les Hawaii.